# フォーサイス郡 (ジョージア州)
フォーサイス郡（英: Forsyth County）は、アメリカ合衆国ジョージア州にある郡である。人口は25万1283人（2020年）。郡庁所在地はカミングであり、同郡で人口最大の都市である。アトランタ都市圏（正確にはアトランタ・サンディスプリングス・マリエッタ大都市統計地域）に属している。
1980年代のフォーサイス郡は、過去の極端な人種差別から変わってきたことを示す公民権運動とそれに対抗する動きがあり、全国的なメディアの注目を集めた。また、郡の東側境界を形成するラニア湖があるが、アトランタ都市圏や下流のアラバマ州およびフロリダ州を脅かすような干ばつが発生し、水資源が不足していたことも全国の注目を集めた。
フォーサイス郡は2000年代の数年間における人口成長率で国内でも最大級に成長速度の高い郡だった。この人口増加はアトランタ都市圏の拡大が影響している。高収入の専門職が移転してきた結果、2008年の雑誌フォーブス（Forbes.com）の世帯当たり収入郡別国内ランキングで13位に入り、その値は84,872米ドルで、州内で最高だった。

## 歴史
フォーサイス郡は1832年に設立され、その際に他の9郡とともにチェロキー郡の領域から分離した。この地域では1829年に金が発見され、その前年の1831年にチェロキー郡の領域が形成されていた。この地域に元々住んでいたチェロキー族は、涙の道と呼ばれる強制移住によってその土地から追い立てられた。
郡名は、1827年から1829年にかけてジョージア州知事を務め、その後アンドリュー・ジャクソンとマーティン・ヴァン・ビューレン両大統領の政権で国務長官を務めたジョン・フォーサイスに因んで名付けられた。長い間、土地は農業に使用され、それが原因で郡はかなり貧しくなっていた。1950年代に養鶏産業が始まり、経済の着実な成長が始まった。また、ジョージア州道400号線が計画され、この400号線は1971年に開通して郡域を抜けて北へ延伸された。この延伸によって人口増加が促進され、郡はアトランタのベッドタウンとなった。
現在のフォーサイス郡では、新しい家屋の取得者の比率が高い。近隣のフルトン郡で起きている急速な都市化（スプロール現象）と、急激に上昇した住宅価格のため、多くの裕福な専門職の人々が郡内に転居してきた。郡の原住民の60%以上は、1987年時点で他の地域に住んでいたか、それ以降に生まれた者である。
2008年には、その前の数年間で国内でも成長速度の高い郡10傑に入るほどの発展を遂げた。優美な家屋のある新しい町が建設され、世界クラスのゴルフコースも造られた。アトランタやブルーリッジ山脈に近いこと、面積37,000エーカー（150 km2） のシドニー・ラニア湖に隣接していることなどが、大都市圏の住人をこの地域に引きつけた。しかし、水需要の問題や、成長を維持したい いくつかの郡が連携して高い生活の質を維持しようとしているため、成長は鈍化している。

### 公民権騒動

#### 1912年の人種問題
南北戦争後、白人と黒人の間に大きな変化が起こり、南部（アメリカ連合国）全体に影響する問題を引き起こした。北ジョージアでも人種間の緊張が暴力事件を起こした。その一例が1906年のアトランタ人種暴動で、20人以上が死亡し、郡内に人種問題を残した。
1912年秋までに、フォーサイス郡は周辺地域と同様に人種が混合する社会になっていた。1910年国勢調査では、白人10,847人、黒人658人、ムラート440人で、黒人の構成比は5%をわずかに超えていた。
1912年9月5日木曜日の夜、エレン・グライスが黒人2人に襲われ強姦されそうになったと告訴し、事件が始まった。9月7日土曜日の朝、この暴行未遂事件の容疑で5人の黒人男性が逮捕され、その中にはトニー・ハウェルとイザイア・パークルが含まれていた。
その日の午後、黒人教会の信者がが郡中から集まり、町の外で開催されたバーベキューに参加した。集まった者たちの中には黒人説教師グラント・スミスがおり、犠牲者とされる者の性格に疑問を投げかけた。この発言が白人市民の怒りを買い、馬の鞭でスミス氏を叩いた。彼は警官に救出され、安全のために郡庁舎に閉じ込められた。
その後、白人と黒人市民の間に脅威が生じた。黒人が町を爆破すると脅しているという噂が広がり、白人市民は既にグラント・スミスのことで激怒していた。300人しかいない町に500人の暴徒集団が結成され始め、監獄に押し入って収監されている黒人をリンチにする事件も発生した。事態の悪化を受けて、午後1時半には保安官が25人の代理人を任命し、州知事に電話をかけて近隣のゲインズビル市から23人の州兵を要請した。

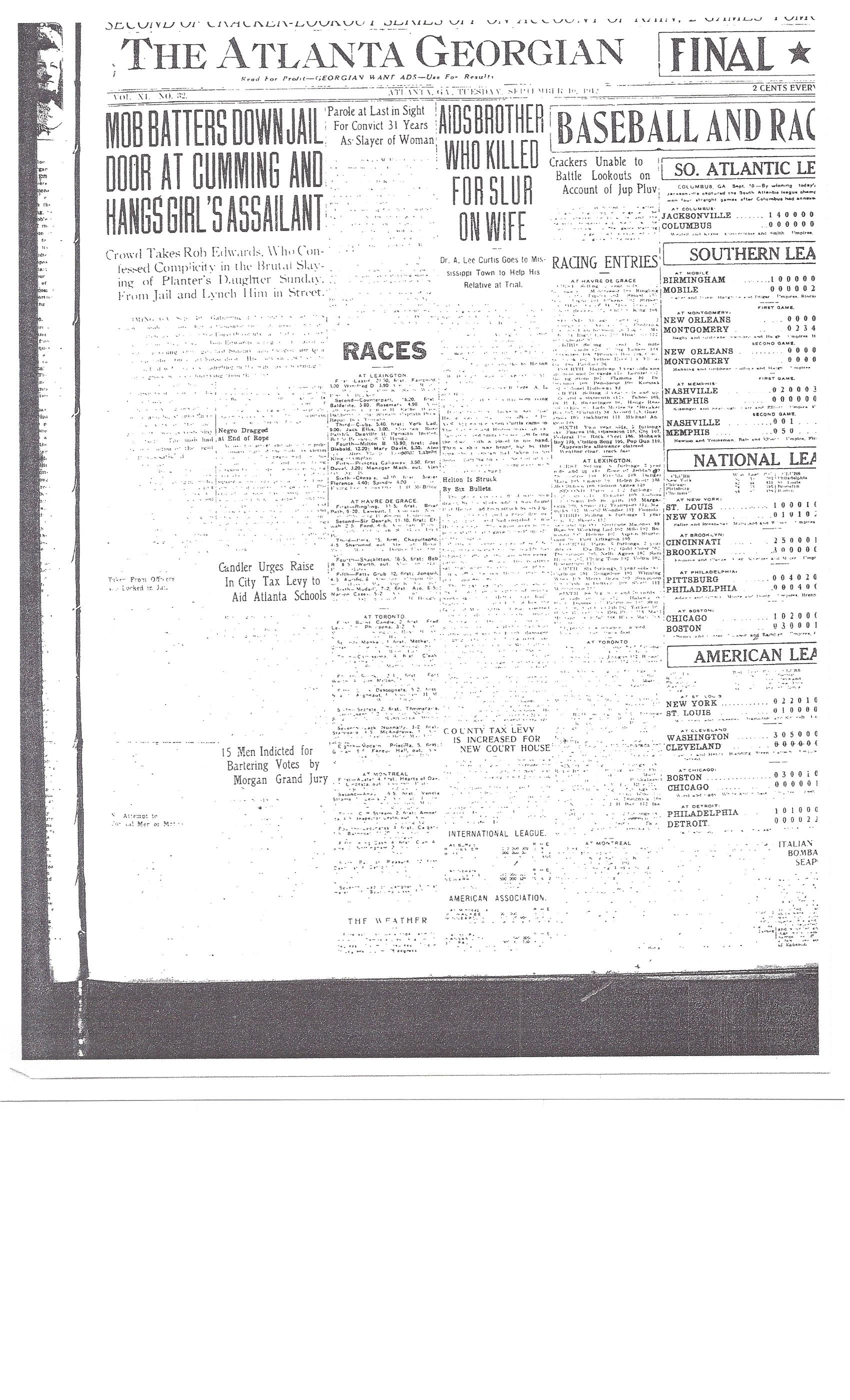
アトランタの新聞全紙の一面に掲載されたロブ・エドワーズのリンチに関する記事。リンチ被害者の体が損傷を受け誰が殺されたか分からなかったために、最初の記事では犠牲者がエド・コリンズとされていた

翌9月8日の日曜日、現在は州道369号線が通るブラウンの橋近くのオスカービルの町で、午後にメイ・クロウ（18歳）が叔母の家に向かう途中、近隣の農場で労働者として働いているアーネスト・コックス（16歳）に襲われた。コックスは森の中にクロウを引きずり込み、頭を石で殴り、強姦した。コックスはその友人が教会から近くの道路を家に戻ることを聞き、重傷を負ったクロウが既に死亡していると誤認し森に放置すると、友人にそのことを話した。オスカー・ダニエル（17歳）、トラッシー・ダニエル（21歳）、そして同居しているボーイフレンドのロブ・エドワーズ（24歳）が現場に連れて行かれた。メイ・クロウはコックスから既に死亡したと思われていたため、半裸で血の海に浸かった状態のまま森に残されていた。クロウは翌9月9日朝に発見された。クロウは重傷を負っていたものの、短時間のみ意識を取り戻し、襲撃者としてコックスの名前を挙げることができたが、どの新聞にもこの記録は掲載されなかった。現場にはコックスの持ち物である小さな丸い手鏡が残されており、これがコックスを犯罪に結びつけた。その朝、コックスは逮捕され、その時点で自白した。カミングで2日前にトラブルが起きており、コックスが最初にゲインズビル市監獄に収監された際に、リンチを目指した暴徒がゲインズビル市に集まり始めたため、コックスはアトランタの監獄に移された。
翌9月10日火曜日朝、コックスが現場に連れて行ったコックスの友人がメイ・クロウ襲撃に関連して逮捕された。オスカー・ダニエルとロブ・エドワーズは強姦を行った容疑で、トラッシー・ダニエルは犯罪を知りながら通報しなかったことで共犯者として、黒人の隣人であるエド・コリンズは目撃者として拘束された。リンチ暴徒を引き起こす可能性が無視されたまま、彼等は小さなカミングの監獄に拘束された。「アトランタ・ジャーナル」紙の記事では、リード保安官が、黒人容疑者をリンチするために車を止めようとした2,000人の暴徒の中を運転していったと報じていた。数時間のうちに暴徒の数は4,000人に膨れあがり、監獄に殺到した。リード保安官は囚人を守るために副官のミッチェル・ラマス一人を残していた。ラマスは囚人を隠したが、ロブ・エドワーズがその独房にいる間に暴徒に撃たれた。暴徒はその体を鉄製タイヤで切断し、荷車の後に繋いだその体を広場の周りで引き摺り、メインストリートとトリブルギャップ道路の交差点（広場の北西隅）にあった電話柱に吊した。
クロウは、一晩中冷たい空気に放置され、ほとんど裸同然で見つかった結果として肺炎を患い、2週間後の9月23日月曜日に死んだ。その1週間前に19歳になっていた。9月30日月曜日、オスカー・ダニエルとアーネスト・コックスは強姦と殺人容疑で起訴された。トラッシー・ダニエルとエド・コリンズも共謀で起訴された。

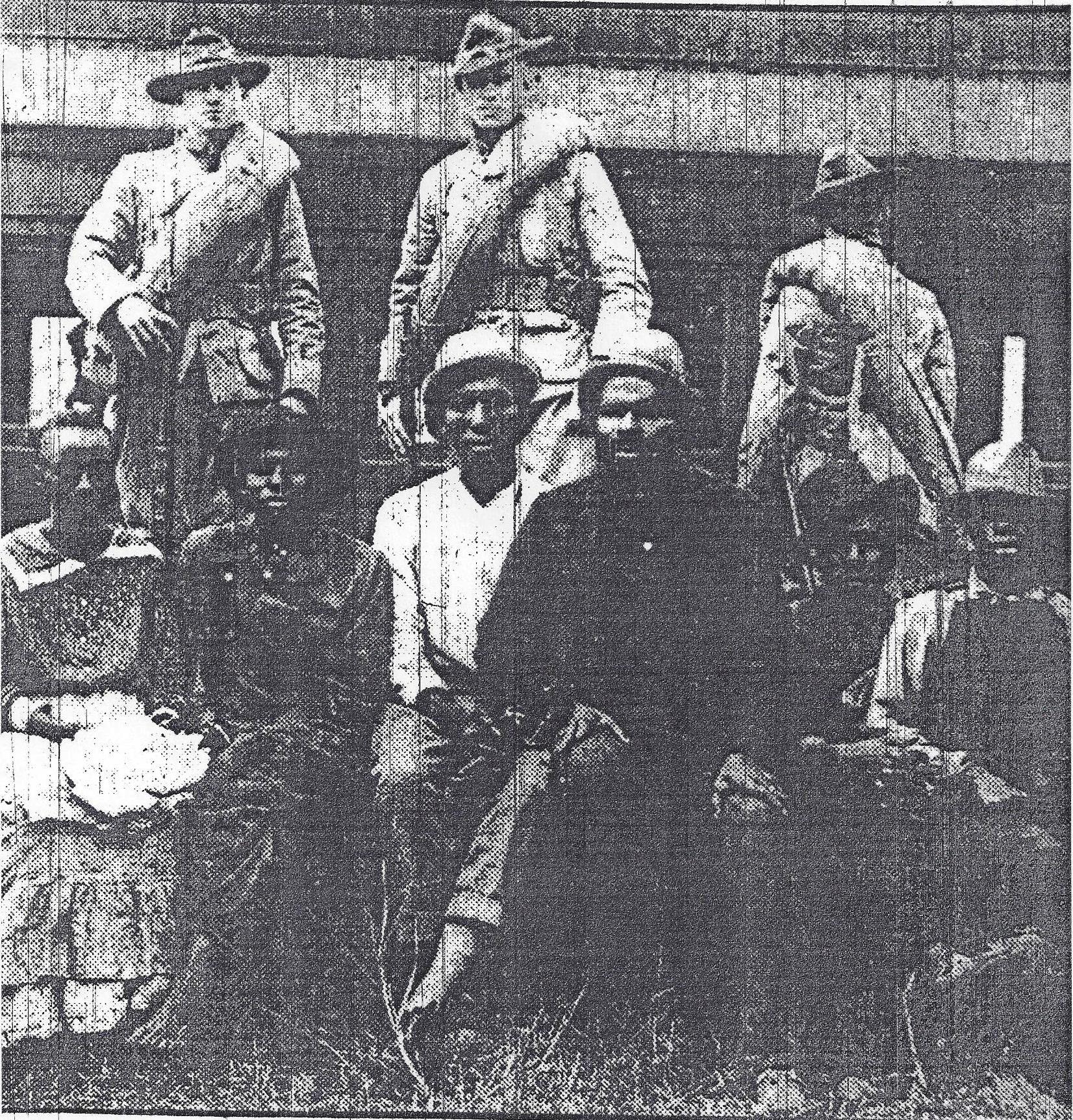
1912年10月2日に撮影された被告の写真、新聞では姓名を明らかにしていないが、左から右にトラッシー・ダニエル、オスカー・ダニエル、トニー・ハウェル（エレン・グライス強姦容疑者）、エド・コリンズ（証人）、イザイア・パークル（ハウェルの証人）、アーネスト・コックスと考えられている

エレン・グライス強姦容疑者のトニー・ハウェルを含め5人の裁判は、郡庁所在地のカミングで10月3日木曜日に行われることになった。囚人はビュフォードまで列車で州兵4個中隊に護衛されて移送され、そこから先は残り14マイル (23 km) を歩いた。
「アトランタ・コンスティチューション」10月4日付けの記事では「強姦容疑のコックスは裸足の田舎者ニグロであり、青いオーバーオールと色あせた青のシャツの2つを来ているだけである。額の狭いゴリラのようなニグロであり、その態度は今日の裁判を通じて粗野そのものだった。およそ23歳である。オスカー・ダニエルは幾らか若く、もう少し人間らしい容貌だが、裸足で残忍なタイプの者に属している。」と表現していた。
トニー・ハウェルは証拠不十分で先送りにされた。トニーは証人のイザイア・パークルとのアリバイがあった。この事件はその後取り消され、裁判が行われることは無かった。
エド・コリンズとトラッシー・ダニエルに対する告訴は、トラッシーがその供述を変え、突然司法取引でその兄弟に対する不利な証言をすることに同意したことで免訴になった。トラッシーは、アーネストが犯罪現場に彼等を連れて行った後、弟のオスカーと同居ボーイフレンドのロブが一晩中交互にクロウを強姦し、トラッシーはランタンを持ってそれを見ていたと証言した。アーネスト・コックスの裁判は自白、証拠および多くの証言でスムーズに運んだ。全員が白人の陪審員は16分間の協議後に有罪判決を持って戻った。オスカーについては自白も証拠も無かったが、姉の供述のみで有罪となった。やはり全員が白人の陪審員は46分間の協議後に、午後9時45分、有罪判決を持って戻った。翌10月4日金曜日、2人の被告は10月25日に非公開絞首刑を行うと宣告された。州法によれば、処刑は犠牲者の家族、牧師、執行官を除き、非公開とされていた。
処刑の時になると、カミングの広場近くにあるアンセル・ストリクランド博士の庭に処刑台が建てられた。処刑台の周りには塀が建てられたが、市民が処刑前夜にそれを燃やしてしまった。5,000人ないし8,000人の群衆が処刑を見るために集まった。郡人口が12,000人ほどだったことを考えれば、これは大きな数字だった。
それから数か月のうちに、郡内に住んでいた黒人の98％が郡を離れたと推計されている。「ナイトライダーズ」と呼ばれる小さな集団が、黒人を襲い、24時間以内に立ち去らなければ殺すと脅したとされている。黒人が去ろうとしなければ、その家に銃弾が撃ち込まれ、あるいは家畜が殺された。それを止めようとした白人もいたが、恐怖の方が強かった。反黒人浄化運動は北ジョージア全体に広がり、周辺郡でも同じようなことが起きた。
1920年の国勢調査では、フォーサイス郡に住む非白人は30人しかいなかった。その家産を売却した者がおれば、そうしなかった者もいた。間借り人は去っていくだけだった。その資産を放棄した者はそれを失い、州法によって隣人が7年間税金を払えばその資産を合法的に所有できるとしていた。2010年の国勢調査でもフォーサイス郡人口の85％は白人である。
クー・クラックス・クランの動きが始まったのは、3年経った後のことであり、リード保安官や陪審員の数人がメンバーに入っていたとされている。モリス判事と被告弁護人のフレッド・モリスは、3年後に起きたレオ・フランクのリンチ現場に居合わせた。
アーネスト・コックスとオスカー・ダニエルは、ジョージア州で処刑された者とにして最年少の部類だった。17歳未満で犯罪を犯した者への処刑を禁じたのは1978年になってからだった。

#### 1980年代の行進とデモ
近年、人種的に多様な市民が、特に裕福な南部に入ってくるようになった。しかし、1990年代初期に入っても郡のイメージには人種的な緊張感が続いていた。1987年1月17日、カミングで公民権運動家の行進でこのことが取り上げられ、これに対抗してクー・クラックス・クラン支部（その会員の大半は郡民ではなかった）と行進に反対する人々の対抗デモがあった。「ニューヨーク・タイムズ」が1月18日に掲載した話に拠れば、4人の行進者が、互いに投げ合った石や瓶で軽傷をおった。反デモの参加者8人、全員白人が逮捕された。起訴理由は不法侵入と武器を隠し持っていたことだった。
当初この行進はフォーサイス郡民チャールズ・A・ブラックバーンが先導するはずだった。ブラックバーンは、自分が私立学校を所有運営するフォーサイス郡から人種差別のイメージを払拭することを望んだ。ブラックバーンは脅迫電話を受けた後にその計画を止めた。近隣郡の別の白人や州議会議員でアトランタのJ・E・マッキニー、アトランタ市政委員会委員のホセア・ウィリアムズが、その代役を務めた。翌週の1月24日、約2万人の公民権運動活動家がカミングを行進した。フォーサイス郡防衛同盟に招集された5千人以上の反デモ参加者は、約2千人の公安職員と州兵がいたこともあって、このときは暴力沙汰が起こらなかった。この政治デモに対して動員された警官の時間外手当について、フォーサイス郡は67万米ドルを払った。この出費について、デモ参加者の大半が郡外からの者達だったので、郡民の間に怒りの声が挙がった。2回目の行進に先立ちフォーサイス郡保安官ウェズリー・ウォルレイブンに行われたインタビューは、VS・ネイポールによる「南部の変わり目」に収められている。
このデモは1970年以降で国内では最大の公民権デモだと考えられている。6千人ほどの反デモ参加者のうち、66人が「許可無しのパレード」で逮捕され、1960年以降では最大の反公民権逮捕者数となった。この反デモは愛国運動と呼ばれ、地元配管工のマーク・ワッツが新しく組織化していた。最初の行進はフォーサイス郡が「黒人来訪者にその頭に太陽は降りさせないと警告した郡である」という繰り返された声明で口火を切られた。行進者は郡全域からバスで到着し、アトランタからキャラバンを形成し、1時間近いバスの経路に沿った高架橋では州兵の監視下に置かれた。行進者が到着したとき、カミング市民の大半はその日のために町を離れており、ある者は暴力を怖れたので家の窓を釘付けにしていた。行進者は数百人の武装州兵（黒人も多く入っていた）が並ぶ中、通りを緩り曲がり進んだ。目撃者に拠れば、2万人の参加者のうち少なくとも3分の2は白人だった。フォーサイス郡はパレード許可について多額の科料を課したが、1992年6月19日のアメリカ合衆国最高裁判所「フォーサイス郡対愛国運動事件」判決で、その実行を差し止められた。

## 地理
アメリカ合衆国国勢調査局に拠れば、郡域全面積は247.37平方マイル (640.7 km2)であり、このうち陸地225.80平方マイル (584.8 km2)、水域は21.57平方マイル (55.9 km2)で水域率は8.72%である。

### 主要高規格道路

#### アメリカ国道
- アメリカ国道19号線

#### ジョージア州道
- ジョージア州道9号線
- ジョージア州道20号線
- ジョージア州道53号線
- ジョージア州道141号線
- ジョージア州道306号線
- ジョージア州道369号線
- ジョージア州道371号線
- ジョージア州道400号線

### 隣接する郡
- ドーソン郡 - 北、緯線の向こう側
- ホール郡 - 東、ラニア湖の対岸、元はチャタフーチー川の谷線、チェスタティ川まで
- グイネット郡 - 南東、チャタフーチー川とビュフォード・ダムの対岸
- フルトン郡（1932年までミルトン郡） - 南西、不規則な線の向こう（尾根や周流には拠らない）および経線
- チェロキー郡 - 西北西、同一経線の向こう

### 国立保護地域
- チャタフーチー川国立レクリエーション地域(部分）

## 人口動態
以下は2000年国勢調査による人口統計データである。
| 基礎データ - 人口: 98,407人 - 世帯数: 34,565 世帯 - 家族数: 28,101 家族 - 人口密度: 168人/km2（436人/mi2） - 住居数: 36,505軒 - 住居密度: 62軒/km2（162軒/mi2） 人種別人口構成 - 白人: 95.05% - アフリカン・アメリカン: 0.70% - ネイティブ・アメリカン: 0.25% - アジア人: 0.80% - 太平洋諸島系: 2.01% - その他の人種: 2.27% - 混血: 0.93% - ヒスパニック・ラテン系: 2.57% 先祖による構成 - アメリカ人：21.7% - イギリス系：14.1% - アイルランド系：13.0% - ドイツ系：11.8% 年齢別人口構成 - 18歳未満: 27.9% - 18-24歳: 6.1% - 25-44歳: 37.1% - 45-64歳: 21.8% - 65歳以上: 7.1% - 年齢の中央値: 35歳 - 性比（女性100人あたり男性の人口） - 総人口: 102.7 - 18歳以上: 100.6 | 世帯と家族（対世帯数） - 18歳未満の子供がいる: 41.7% - 結婚・同居している夫婦: 71.9% - 未婚・離婚・死別女性が世帯主: 6.6% - 非家族世帯: 18.7% - 単身世帯: 14.8% - 65歳以上の老人1人暮らし: 4.0% - 平均構成人数 - 世帯: 2.83人 - 家族: 3.12人 収入と家計 - 収入の中央値 - 世帯: 68,890米ドル（2007年推計では84,815ドル） - 家族: 74,003米ドル（2007年推計では91,658ドル） - 性別 - 男性: 50,862米ドル - 女性: 32,112米ドル - 人口1人あたり収入: 29,114米ドル - 貧困線以下 - 対人口: 5.5% - 対家族数: 3.9% - 18歳未満: 5.6% - 65歳以上: 10.2% |

## 都市と町
- カミング - 郡庁所在地
- ゲインズビル（小部分）
- ジョンズクリーク（小部分）
- アルファレッタ （小部分）

### 未編入の町
- ブルックウッド
- コールマウンテン
- チェスタティ
- シルバーシティ
- デイブズクリーク
- フレンドシップ
- ビッグクリーク
- ミッドウェイ
- マット
- ダックタウン
- スワニー（一部はグイネット郡とフルトン郡内）

## 教育
郡内の公共教育はフォーサイス郡教育学区が管轄している。児童生徒数は36,000人近く、常勤職員4,100人以上と補助員1,500人を雇用し、郡内最大の雇用主である。州内180の教育学区の中で、その規模は第9位である。小学校20校、中学校9校、高校5校に加え、創造教育アカデミーも合計35の施設がある。創造教育アカデミーはフォーサイス・アカデミー（チャーターの非伝統的高校）/夜間アカデミーとiAchieveバーチャル・アカデミーの2校があり、他に教育学区のオンラインスクール、1つの教科、ゲイトウェイ・アカデミー（中高校生徒のためのオールターナティブ教育）を提供している。

## レクリエーション
アメリカ陸軍工兵司令部が建設し維持している面積37,000エーカー (150 km2) のシドニー・ラニア湖は、住人・非住人を問わず楽しまれている。釣り、ボート、タイヤ乗り、ウェイク・ボーディング、水上スキーなどが行われている。
フォーサイス郡公園・レクリエーション部が郡内15以上の公園を維持している。中でも著名なのは、スワニー山保護地、セントラルパーク、ファウラー公園、プールズミル屋根付き橋、ビッグクリーク・グリーンウェイである。カミング催事広場では、ロデオ、カミング郡祭、ファーマーズマーケットなど、年間を通じて多くの行事がある There is also the annual 4 July Steam Engine Parade.。